# 이송학
이송학(李松鶴, 1945년 8월 5일, 경상남도 창원시 ~ )은 대한민국의 정치인이다. 제1대 부산직할시의원을 지냈다.

## 학력
- 마산고등학교 졸업
- 영남대학교 약학대학 졸업

### 비학위 수료
- 영남대학교 환경대학원 이학 석사 졸업

## 경력
- 아미국민학교 7년 육성회장
- 초장중학교 3년 육성회장
- 영락고등공민학교(부민동) 12년 이사
- 장정구 선수 후원회장
- 서구 영세민 자립후원회 회장
- 서구 위민 봉사 위원장
- 영락신용 협동조합(부민동) 이사장
- 서구 아미유아원 운영위원장
- 부산시 지체장애인 협의회 지도위원
- 아미 축구조기회 운영위원장
- 이약국 21년 경영 대표·감초탕 대표
- 민주당 부산시당 서구 지구당 창당준비위원회 부위원장
- 1991.07 ~ 1995.06 제1대 부산직할시의회 의원

## 역대 선거 결과
|  | 36.6% |

|  | 29.60% |

|  | 7.17% |